# Bierhübeli

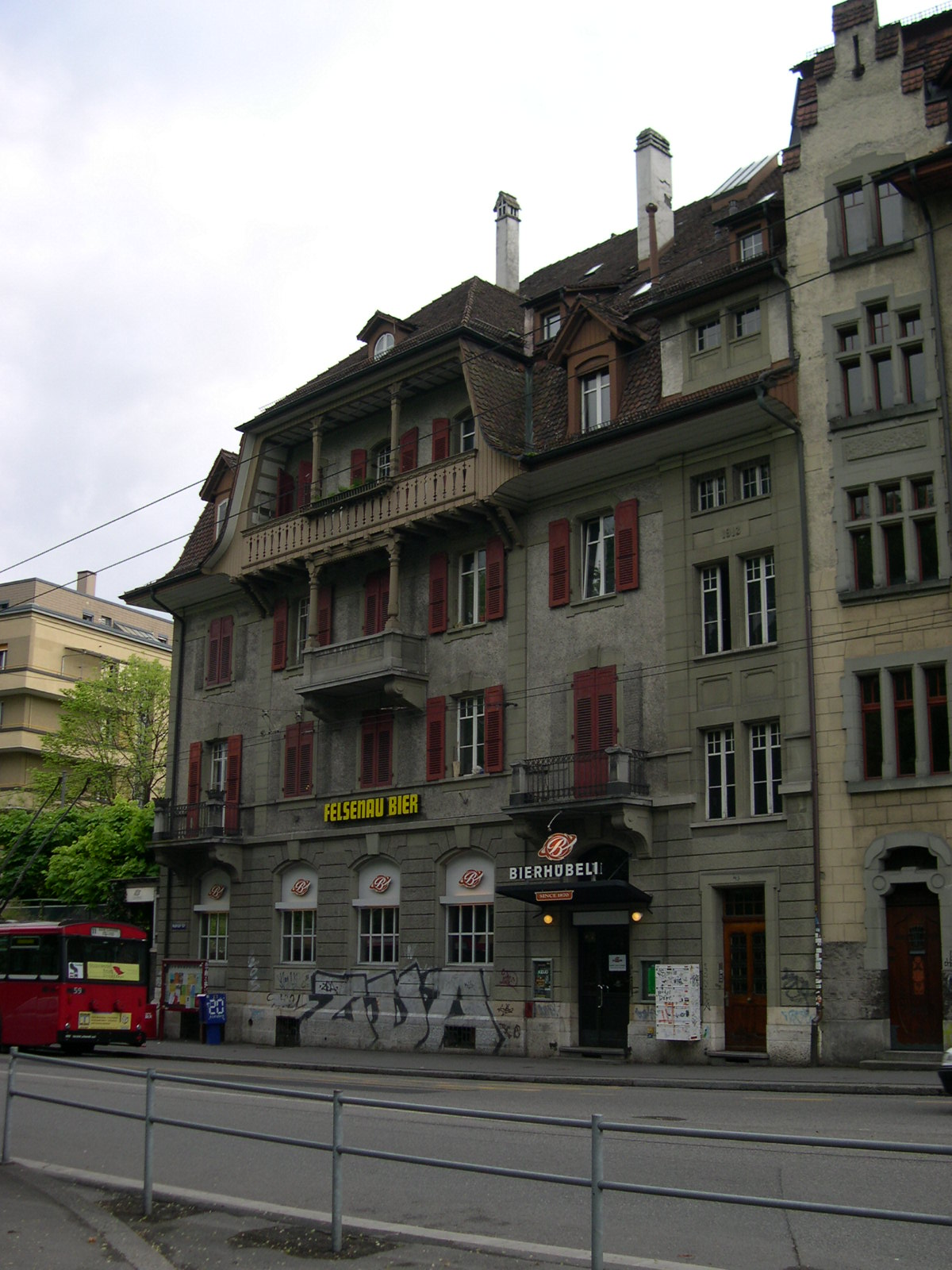
Das Konzertlokal

Bierhübeli [ˌbiə̯rˈhʏbəli] ist eine renommierte Veranstaltungs- und Konzertlocation in Bern, Schweiz. Es hat eine lange und bewegte Geschichte, die bis ins 17. Jahrhundert zurückreicht und ist heute ein zentraler Bestandteil des kulturellen Lebens der Stadt.
Geschichte
Die Ursprünge des Bierhübeli gehen auf das Jahr 1727 zurück, als der Bierbrauer Johannes Ziegler (1693–1737) einen Obstgarten kaufte und dort ein Restaurant mit Bierausschank errichtete. Dieses Etablissement gab dem Ort den Namen "Bierhübeli".
1847 fiel das Gebäude einem Brand zum Opfer und lag einige Jahre brach, bis es 1868 von dem Wirt Niklaus Stuber erworben und wieder als Restaurant betrieben wurde.
1870 wurde im Garten ein Musikpavillon errichtet, in dem die ersten Konzerte stattfanden. Aus diesem Grund trägt das Bierhübeli heute das Schild "Since 1870" im Eingangsbereich.
1881 gründete Johann Gustav Hemmann die Brauerei Felsenau. Zehn Jahre später, 1891, kaufte die Brauerei Felsenau die Liegenschaft Bierhübeli.
Felsenau – Berner Bier – wird immer noch ausgeschenkt
Bis 1988 wurde der Konzertsaal als Vereinsaal und Restaurationsbetrieb genutzt, ohne dass kuratierte Veranstaltungen stattfanden. Der Saal konnte zu verschiedenen Zwecken gemietet werden. In diesem Jahr hielt Rudolf Minger im Saal eine bedeutende Rede über die wirtschaftliche Lage der Schweiz, die später zur Gründung der Bauern-, Gewerbe- und Bürgerpartei führte. Minger trat 1929 dem Bundesrat bei.
1988 begann Roland Wüthrich mit der „Pulls Production“ und etablierte das Bierhübeli als regelmässigen Veranstaltungsort für Konzerte und Partys. Zu den Höhepunkten dieser Ära zählen Auftritte von Etta James und Van Morrison.
2003 übernahm die Berner Konzertagentur "Appalooza" unter der Leitung von Carlo Bommes und Philippe Cornu den Betrieb des traditionsreichen Lokals.
Seit 2016 führen Nando Hepp und Dave Naef das Bierhübeli mit grossem Engagement. Trotz des Verzichts auf Subventionen konnte das Team, das aus 27 Festangestellten und rund 120 Teilzeitmitarbeitenden (Stand 2024) besteht, das Bierhübeli erfolgreich weiterentwickeln. 2022 erreichte der Veranstaltungsort erstmals über 120.000 Besucher. Pro Jahr werden etwa 160 Konzerte auf höchstem Niveau veranstaltet.
Seit 2017 wird auch ein Restaurant- und Cateringbetrieb unter dem Namen "Gustavs Biergarten" geführt, benannt nach Johann Gustav Hemmann, dem Gründer der Brauerei Felsenau.
Veranstaltungen und Programm
Das Bierhübeli bietet ein breites Spektrum an Veranstaltungen, darunter Konzerte, Theateraufführungen, Partys und kulturelle Events. Zu den bemerkenswerten Ereignissen zählt das Konzert der Band Patent Ochsner, das speziell für Gehörlose organisiert wurde. Zu den besonderen Erlebnissen gehört auch eine CD-Aufnahme der Band Freundeskreis, die eine Woche lang im Bierhübeli arbeitete.
Besondere Ereignisse und Entwicklungen
Mai 2006: Das erste Nachbarschaftsapéro, heute als Sommerfest bekannt, fand mit 26 Teilnehmenden statt. Heute (Stand 2024) zieht das Sommerfest über 200 Gäste an. 
März 2009: Das Bierhübeli wurde rauchfrei.
Sommer 2010: Der Biergarten öffnete erstmals regelmässig von Mai bis August seine Türen.
2012: Rekordverkauf von 46.200 Litern Felsenau Bier. 
Bedeutung und Einfluss
Das Bierhübeli ist nicht nur ein Veranstaltungsort, sondern ein bedeutender Teil der Berner Kulturszene. Es hat im Laufe der Jahre viele Künstler gefördert und ist ein fester Bestandteil des kulturellen Angebots der Stadt. 